# Fahrradhandschuh

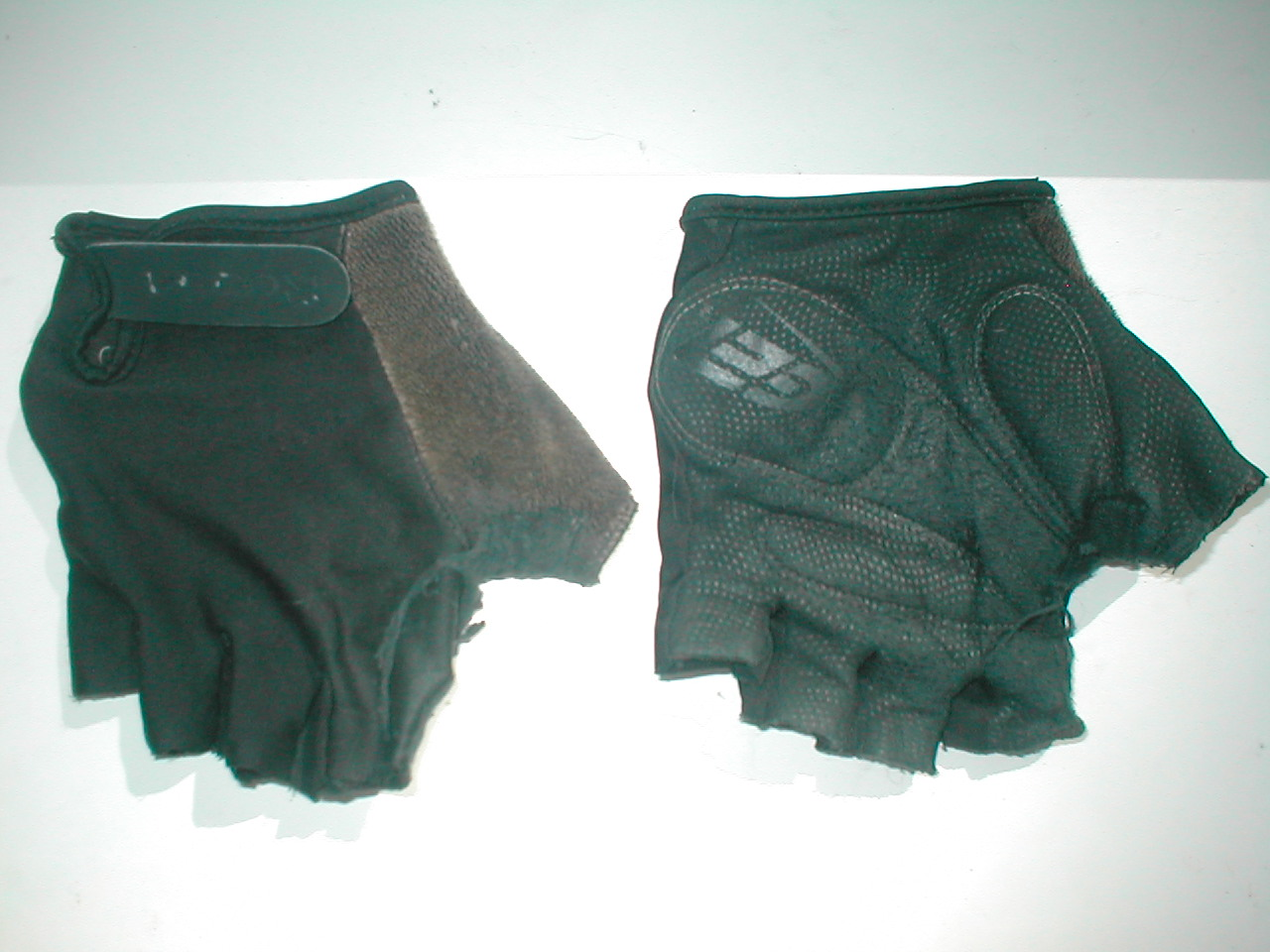
Rennradhandschuhe

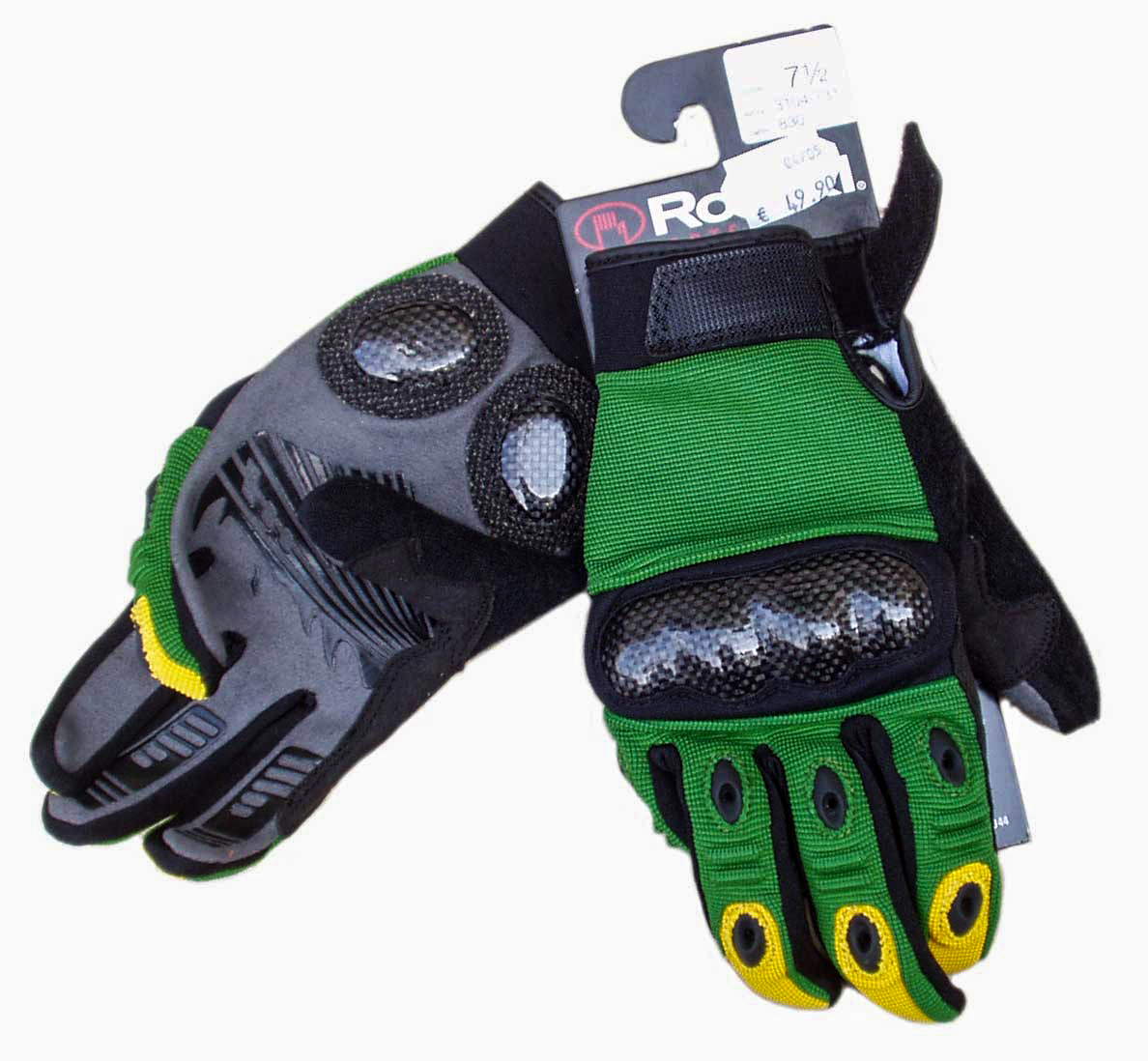
Fahrradhandschuhe

Fahrradhandschuhe (schweiz.: Velohandschuh) sind speziell für die Bedürfnisse von Radfahrern entwickelte Handschuhe.
Es gibt sie in Versionen mit „abgeschnittenen“ Fingerspitzen (Rennradhandschuhe) sowie als normale Fingerhandschuhe für den Winter.

## Funktion
Ein großer Teil des Körpergewichts lastet beim Radfahren auf den Armen, also auf den Händen. Fahrradhandschuhe schützen durch Polsterung die Handinnenseite vor langanhaltendem Druck und Stößen auf Bindegewebe und Gelenke und auch gegen „Blasenbildung“. Schließlich sind die Hände beim Fahrradfahren Bewegungs- und Stützpunkte für Lenkung, Gleichgewicht und Gegenpol bei der Kraftübertragung. Besonders auf langen Fahrten stellt das in gebeugter Haltung, wie beim Straßen- und Geländesport, eine große Belastung auf den Händen dar.
Die Handschuhe können die Verletzungsgefahr an den Händen bei Stürzen mindern.
Im Bahnsport dienten die Handschuhe zusätzlich dem Bremsen (Bremshandschuh).

„[…] Außerdem werden mit dem Bremshandschuh Bremsvorgänge, durch Auflegen des Handschuhs auf den Vorderreifen, ausgeführt.“

Geeignete Handschuhe sind an folgenden Stellen gefüttert/gedämpft:
- in der Handinnenfläche
- am Handballen (zum Teil mit Silikonpolster „Gel-Polster“)
- am ersten Daumenglied
- an den ersten Fingergelenken
- bei Freeride-/Downhillhandschuhen meistens an den Fingerknöcheln gepolstert (oft auch aus Carbon)

## Aufbau
Um eine maximale Schweißverdunstung und Wärmeabfuhr zu gewährleisten, reicht der Handschuh nur bis kurz nach den ersten Fingergelenken („abgeschnittene Finger“).
Die Handschuhe müssen außerhalb der Handinnenfläche eine große Dehnungsfähigkeit haben und trotzdem ständig an der Hand anliegen, damit keine Falten im Stoff entstehen. Diese Falten würden sehr schnell zu Hautreizungen (Druckstellen) führen. Die Handschuhoberseite sollte möglichst glatt sein, um Reibung an der Haut zu vermeiden. Die Handschuhunterseite sollte ein etwas festerer Stoff sein, um die Polsterzonen in richtiger Position zu halten und um die hohe Belastung auszuhalten. Er darf nicht zu fest sein, weil er sich in die natürlichen Hautfalten einlegen muss wie eine zweite Haut.
Zum Beispiel haben die Handschuhe, die für das Bodybuilding gedacht sind, die gleichen Polsterzonen und „abgeschnittene“ Finger; sie sind aber für das Fahrradfahren nicht geeignet.
- Die Handschuhunterseite ist zu fest.
- Die Handschuhoberseite ist zu rau.